# Sauli Niinistö
Sauli Väinämö Niinistö (* 24. srpna 1948 Salo) je finský politik ze strany Národní koalice, v letech 2012 až 2024 prezident Finska. Během vlády premiéra Paava Lipponena byl ministrem spravedlnosti, financí a místopředsedou vlády. V roce 2006 se zúčastnil prezidentských voleb ve Finsku, kde v druhém kole prohrál s Tarjou Halonenovou. Do prezidentských voleb kandidoval podruhé v roce 2012, kde vyhrál s 62,6 % hlasů proti Pekkovi Haavistovi. Do úřadu prezidenta oficiálně nastoupil 1. března 2012 jako 12. v pořadí. V roce 2018 svůj mandát obhájil, když vyhrál již v prvním kole voleb.
Od roku 2009 do zvolení prezidentem země stál v čele Finského fotbalového svazu.

## Kariéra
Sauli Niinistö působil v letech 1977–1992 v komunální politice ve městě Salo. Do parlamentu byl zvolen ve volbách v roce 1987. V roce 1994 se stal předsedou Národní koaliční strany a o rok později místopředsedou vlády a ministrem spravedlnosti. Po ekonomické depresi v roce 1996 převzal úřad ministra financí, na nějž tehdejší ministr Iiro Viinanen rezignoval. Tuto funkci zastával Niinistö až do roku 2003, kdy odešel z parlamentu a stal se vicepředsedou Evropské investiční banky v Lucembursku.
V roce 2006 se zúčastnil prezidentských voleb ve Finsku. V prvním kole získal 24,1 % hlasů, a postoupil tak do druhého kola s Tarjou Halonenovou, kde obdržel 48,2 % hlasů a těsně prohrál. Téhož roku oznámil svoji kandidaturu do parlamentních voleb v roce 2007. Zde obdržel 60 563 preferenčních hlasů, což byl největší počet hlasů, který se kdy podařilo v parlamentních volbách získat.
V roce 2012 opět kandidoval do prezidentských voleb. S 37 % hlasů vyhrál 22. ledna první kolo voleb a dostal se tak do druhého kola spolu s Pekkou Haavistem. Druhé kolo voleb se konalo 5. února a Niinistö zde zvítězil s 62,6 % hlasů.
Prezidentský post obhájil i při volbách v roce 2018, kdy se ziskem 62,7 % hlasů zvítězil již v prvním kole. Jeho hlavní vyzyvatel, kterým byl opět Pekka Haavisto, obdržel jen 12,4 % hlasů. Znovu kandidovat již nemůže, takže v úřadu skončí nejpozději 1. března 2024.

## Osobní život
Vystudoval práva na Univerzitě v Turku a před vstupem do politiky pracoval jako právník. Roku 1974 si vzal za ženu Marju-Leenu Alanko, která později v roce 1995 zemřela při autonehodě. Má s ní dva syny, Nuuttiho (nar. 1975) a Matiase (nar. 1980). Během svého působení ministra se sblížil s opoziční političkou Tanjou Karpelou, Miss Finska a pozdější ministryní kultury. V roce 2003 oznámili své zasnoubení, nicméně o rok později bylo zrušeno. Roku 2009 se oženil s o třicet let mladší Jenni Haukio.
Jeho synovcem je Ville Niinistö, někdejší předseda Zeleného svazu a ministr životního prostředí v letech 2011–2014.
Sauli Niinistö je také jedním z přeživších zemětřesení a tsunami v Indickém oceánu 2004.

## Vyznamenání
- velkokříž Norského královského řádu za zásluhy – Norsko, 5. června 2007
- velkokříž Řádu zásluh o Italskou republiku – Itálie, 5. září 2008[10]
- rytíř Řádu Serafínů – Švédsko, 17. dubna 2012
- velkokříž Řádu svatého Olafa – Norsko, 10. října 2012
- rytíř Řádu slona – Dánsko, 4. dubna 2013[11]
- velkokříž Řádu Vitolda Velikého se zlatým řetězem – Litva, 24. dubna 2013[12]
- velkokříž s řetězem Řádu islandského sokola – Island, 28. května 2013[13]
- velkokříž Řádu čestné legie – Francie, 9. července 2013
- velkokříž s řetězem Řádu tří hvězd – Lotyšsko, 9. září 2013 – udělil prezident Andris Bērziņš[14]
- Řád kříže země Panny Marie I. třídy s řetězem – Estonsko, 9. května 2014[15]
- velkohvězda Čestného odznaku Za zásluhy o Rakouskou republiku – Rakousko, 2015
- rytíř Řádu bílé orlice – Polsko, 30. března 2015[16]
- řetěz Řádu aztéckého orla – Mexiko, 26. května 2015
- rytíř Nassavského domácího řádu zlatého lva – Lucembursko, 10. května 2016
- velkokříž s řetězem Řádu zásluh o Italskou republiku – Itálie, 18. září 2017[10]
- velkokříž speciální třídy Záslužného řádu Spolkové republiky Německo – Německo, 17. září 2018
- velkokříž Řádu cti – Řecko[zdroj⁠?!]
- velkokříž Řádu dynastie Oranžsko-Nasavské – Nizozemsko[zdroj⁠?!]

## Politické názory
V květnu 2022 Niinistö společně s ministerskou předsedkyní Sannou Marinovou oznámili, že podporují vstup Finska do Severoatlantické aliance. Šlo o součást procesu, v němž země přehodnocuje svůj neutrální status v souvislosti s ruskou invazí na Ukrajinu. Na národní úrovni završil vstup do Aliance 23. března 2023, kdy podepsal novely zákonů.